# Jezioro Ostrówieckie
Jezioro Ostrówieckie – jezioro w Polsce, położone w województwie kujawsko-pomorskim, w powiecie żnińskim, w gminie Gąsawa, na terenie Pojezierza Żnińsko-Mogileńskiego.

## Dane morfometryczne
Powierzchnia zwierciadła wody według różnych źródeł wynosi od 157,5 ha do 159,6 ha.
Zwierciadło wody położone jest na wysokości 74,9 m n.p.m. lub 75,4 m n.p.m. Średnia głębokość jeziora wynosi 6,3 m, natomiast głębokość maksymalna 28,6 m.
W oparciu o badania przeprowadzone w 2005 roku wody jeziora zaliczono do III klasy czystości i III kategorii podatności na degradację.
W roku 1996 wody jeziora również zaliczono do wód pozaklasowych.

## Hydronimia
Według urzędowego spisu opracowanego przez Komisję Nazw Miejscowości i Obiektów Fizjograficznych (KNMiOF) nazwa tego jeziora to Jezioro Ostrówieckie. W różnych publikacjach i na mapach topograficznych jezioro to występuje pod nazwą Ostrowieckie.

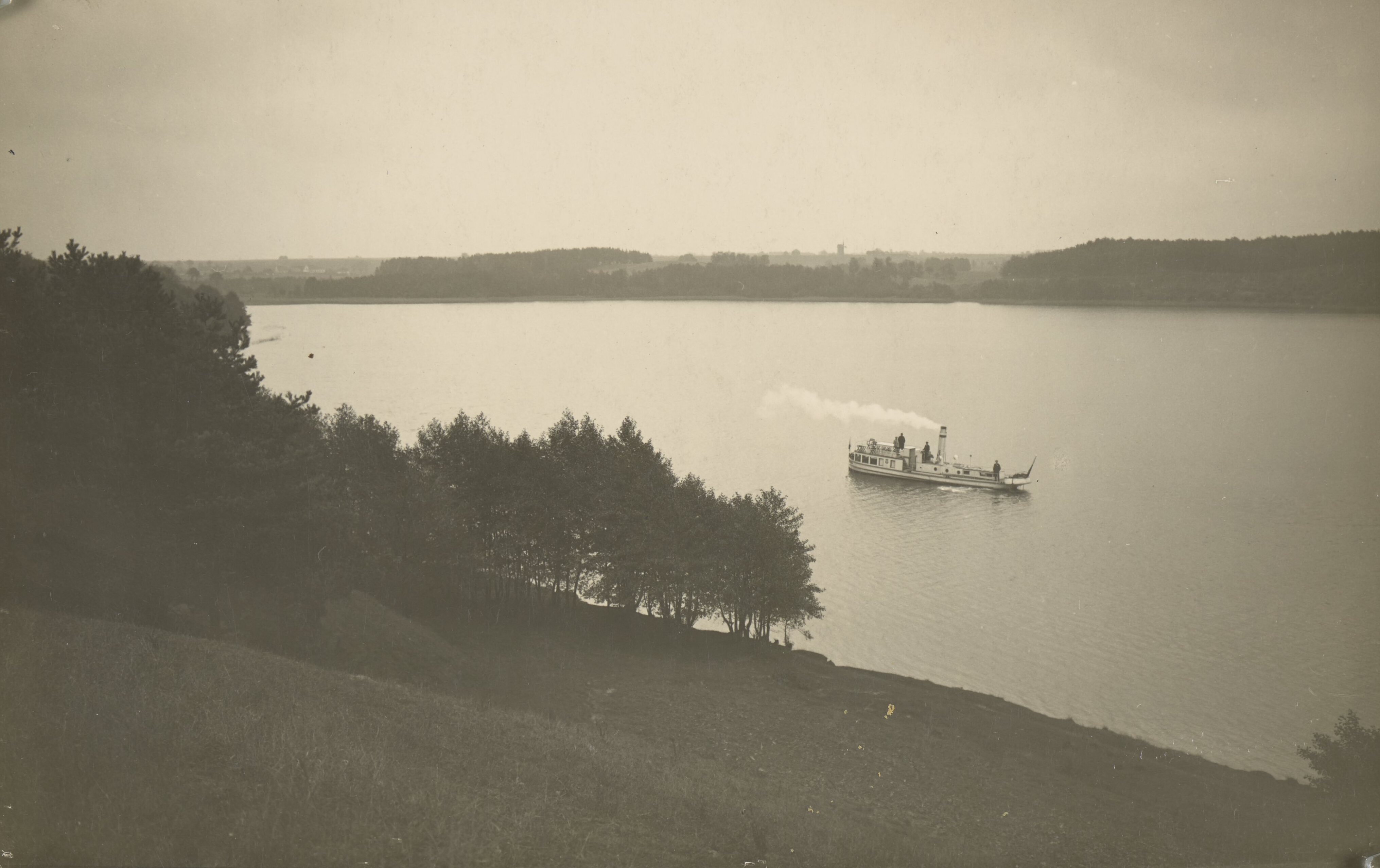
Widok jeziora przed 1932
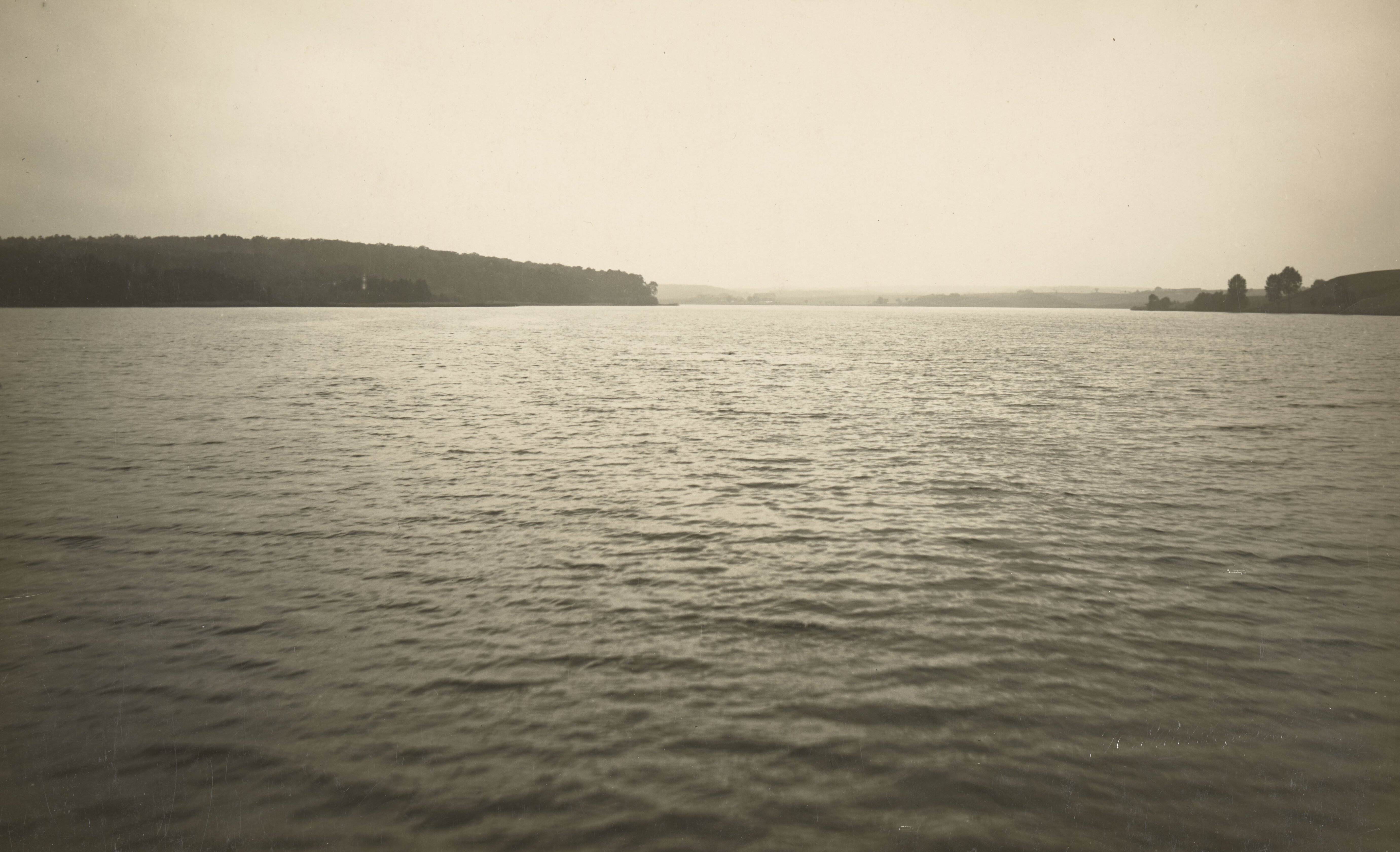
Panorama jeziora przed 1939